# Rotruda de Tréveris
Rotruda, Crotuda, Crodtruda ou Ruadtruda († 724) foi a primeira esposa de Carlos Martel, mordomo do palácio da Austrásia e da Nêustria. Mãe de Pepino, o Breve, rei dos francos, e avó de Carlos Magno.

## Biografia
Estudos recentes indicam que seja filha de Lamberto de Hesbaye e, portanto, parente dos Robertíngios.